# Warehouse 13
Warehouse 13 er en amerikansk tv-serie. Serien debuterede på SyFy (tidligere Sci Fi Channel) den 7. juli 2009.
vist på Netflix 